# Castello di Ragogna
Das Castello di Ragogna ist eine hochmittelalterliche Burgruine in San Pietro di Ragogna, einem Ortsteil von Ragogna in der italienischen Region Friaul-Julisch Venetien.

## Geschichte
Das Castello Superiore von Ragogna liegt im Ortsteil San Pietro di Ragogna auf einer Höhe an einem der eindrucksvollsten Orte mit Rundblick, wo der Tagliamento die Enge von Pinzano durchfließt. Das älteste Dokument mit dem Zitat eines Namens, mit dem üblicherweise Ragogna bezeichnet wird, ist Venanzio Fortunato, einem Schriftsteller und Kleriker, der im 6. Jahrhundert gelebt hat, zu verdanken; er schreibt in seinem Werk Vita Sancti Martini aus der Zeit um das Jahr 565:

“(...) et super instat aquis Reunia Teliamenti, (...)“ (dt.: (...) und Reunia überblickt die Wasser des Tagliamento (...))

Der Autor wollte, um ein Gelübde einzuhalten, das Grab des Heiligen Martin in Tours verehren und so eine lange Reise unternehmen, die ihn von Ravenna nach Norden in die französische Stadt führen sollte, nachdem er die Alpen überquert und Deutschland und Nordfrankreich durchquert hätte. Auf dieser Reise benutzte er die alte Römerstraße, die sich entlang dem rechten Ufer des Tagliamento schlängelte, vorbei an der Furt von Ragogna.
Dieses Zeugnis ist bedeutend, weil es uns präzise Angaben über das alte Reunia gibt: Es liegt auf der Höhe, überragt den Fluss darunter und findet sich an der alten Römerstraße namens Via Germanica, die sich von Concordia Sagittaria aus mit der Via Julia Augusta in der Nähe von Gemona verbindet, um dann Richtung Noricum weiterzuführen. Es handelt sich um eine untergeordnete Straße, die es ermöglichte, die Strecke in die Poebene zu verkürzen, ohne durch Aquileia zu kommen. Die Geschichtswissenschaftler sind sich einig, dass Reunia als ein befestigter Ort anzusehen ist, der an einer bis zu einem gewissen Grade bedeutenden Furt lag und daher den Verkehr kontrollierte, egal, ob Personen- oder Warenverkehr. Nicht ohne Grund hatten es die alten Römer in ein Verteidigungssystem am Ausgang der Täler in der Nähe des Voralpenbogens eingebunden, ein extremes Bollwerk im Falle eines barbarischen Überfalls. Dieses Verteidigungssystem wurde später, in der Zeit der Langobarden verstärkt, sodass es auch von Paulus Diaconus in seiner Historia Langobardorum erwähnt wird, die nach 790 geschrieben wurde.
Der Schriftsteller versichert, dass die Bevölkerung im Castrum Reuniae beim Überfall der Awaren im Jahre 610 Schutz fanden; er erzählt auch die Episode des adligen Arimanno Hansfrit (oder Ansfrido), der versuchte, das Herzogtum Friaul in seine Gewalt zu bringen, als der Herzog Rodoald nicht in Cividale war. In einem Handstreich eroberte er die Stadt und zog dann mit seinem Heer direkt nach Pavia, der Hauptstadt des Langobardenreiches. Er sollte von König Cunincpert selbst besiegt und, einmal gefangen und geblendet, nach langobardischem Recht ins Exil geschickt werden. Aus den folgenden Jahrhunderten (10. und 11. Jahrhundert) findet man keine Dokumente, in denen das Castello di Ragogna erwähnt ist: Höchstwahrscheinlich ist dies entweder dem Verlust seiner strategischen Funktion oder dem Bedeutungsverlust der alten Römerstraße geschuldet, sodass die Handelsströme sich auf andere Wege verteilten. Mit Sicherheit weiß man, dass im 10. Jahrhundert die Burg zu einem Zufluchtsort bei den zahlreichen Hunnenüberfällen wurde. 1122 bezeugten einige Dokumente, dass Ragogna in Besitz des Herzogs Heinrich III. von Kärnten war, der zur Familie der Eppensteiner gehörte. Nach seinem Tod fiel das Castello di Ragogna, da er keine direkten Erben hatte, an Leopold von Traungau, den Markgrafen der Steiermark. 1138 wurde erstmalig ein Angehöriger der Familie Di Ragogna, ein gewisser Bertoldo, erwähnt; vermutlich hatten die Traungauer das Lehen an eine ihnen treue Familie deutschen Ursprungs vergeben, die sich später in die Zweige von Ragogna, Toppo und Pinzano aufteilte.
Man weiß, dass es im 14. Jahrhundert in der Ebene unterhalb der Kirche eine zweite Burg gab, Castello Inferiore genannt, von der man heute noch die Umfassungsmauer und die Reste eines Turms sehen kann. Nach der Chronik von Giovanni Villani erlitt diese Burg 1348 durch ein schweres Erdbeben gewaltige Schäden, sodass „(...) zwei Türme des Castello di Ragogna fielen und bis zum Tagliamento stürzten (...)“: Grabungskampagnen unter der Leitung von Dott. Antonio Cerutti mit der Gruppo Archeologico Reunia Ende der 1980er-Jahre brachten die Mauerreste der beiden Türme innerhalb des ersten Mauerrings südlich des heutigen Bergfrieds ans Licht und darüber hinaus den ursprünglichen Eingang auf der Westseite. Im Laufe des Krieges zwischen dem Patriarchat von Aquileia und den Herzögen von Österreich, der von 1359 bis 1365 tobte, schlugen sich die Di Ragognas auf die Seite der letzteren und mussten daher zahlreiche Belagerungen erleiden, darunter die berühmte vom 5. November 1365, die damit endete, dass sie sich den Truppen des Patriarchats ergeben mussten. 1390 gab Giovannino di Ragogna die Burg an den Patriarchen Johann Sobieslaus von Luxemburg-Mähren im Tausch gegen die von Torre di Pordenone: Zu diesem Zeitpunkt verließen die Di Ragognas endgültig die alte Burg. Das Castello Inferiore kämpfte weiterhin gegen den Patriarchen, bis es 1397, nach einer langen Belagerung, erobert und bis auf die Grundmauern niedergerissen wurde.
Von 1397 bis 1420 wurde die Burg von Kapitänen verwaltet, die erst mit dem Patriarchat von Aquileia verbunden waren und später der Republik Venedig, aber ihr Missmanagement führte zu einem zunehmenden Verfall des befestigten Komplexes, was die Republik Venedig dazu veranlasste, sie 1503 den Grafen von Porcia als Lehen zu geben. Einige Jahre lang verbesserte sich der Zustand der Burg deutlich, sodass sie entweder als Sommerresidenz oder für Jagd- und Angelausflüge sowie Feste, genutzt wurde. Berühmt ist der Empfang, den Antonio di Porcia Anfang 1532 auf der Burg anlässlich des Besuches das Patriarchen von Aquileia, Marco Grimani, organisierte. Leider beschädigten das Erdbeben von 1511 und der spätere Brand von 1560 die Burg hoffnungslos und sie wurde eher grob restauriert, sodass Girolamo di Porcia sie 1567 als „(...) ruinierte Burg, an der es aber Reste vieler Türme, Bauernhäuser, die Kirche und einen Turm mit dem Herrenzimmer gibt (...),“ bezeichnet. Später begrenzten die Grafen von Porcia ihre Aufenthalte in Ragogna immer mehr, bis sie sie 1650 definitiv aufgaben. Die fehlende Unterhaltung, die Rivalitäten und Kämpfe zwischen den Eigentümern der Immobilie, die isolierte Lage und der Zahn der Zeit beschleunigten den Ruin der Burg, sodass die Einwohner der Siedlung (des heutigen San Pietro di Ragogna) davon profitierten und die Ruine als Steinbruch für den Erhalt von Baumaterialien nutzten.
1878 beschloss der Graf Ermes di Porcia den Abriss und den Verkauf all dessen, was sich abtransportieren ließ, angefangen mit dem Dach. Letzte Schäden wurden während der zwölften Isonzoschlacht 1917 und beim Widerstand der Brigata Bologna gegen die Deutschen und die Österreicher am Monte di Ragogna (Schlacht bei Ragogna) verursacht. Nach dem Tod von Alfonso di Porcia 1932 verkauften die Erben alle seine Güter, die er noch in Ragogna hatte, an Privatleute, wogegen die Burg 1952 gemäß dem Testament von Gräfin Irene Eigentum der Gemeinde Ragogna wurde. Das Erdbeben im Friaul 1976 beschädigte den Komplex schwer: Die noch vorhandenen Gebäude, wie der Turm und die Wehrmauer, stürzten vollständig ein, während die Kirche San Pietro und ein Teil der Wehrmauer erhebliche Schäden erlitten.

## Beschreibung

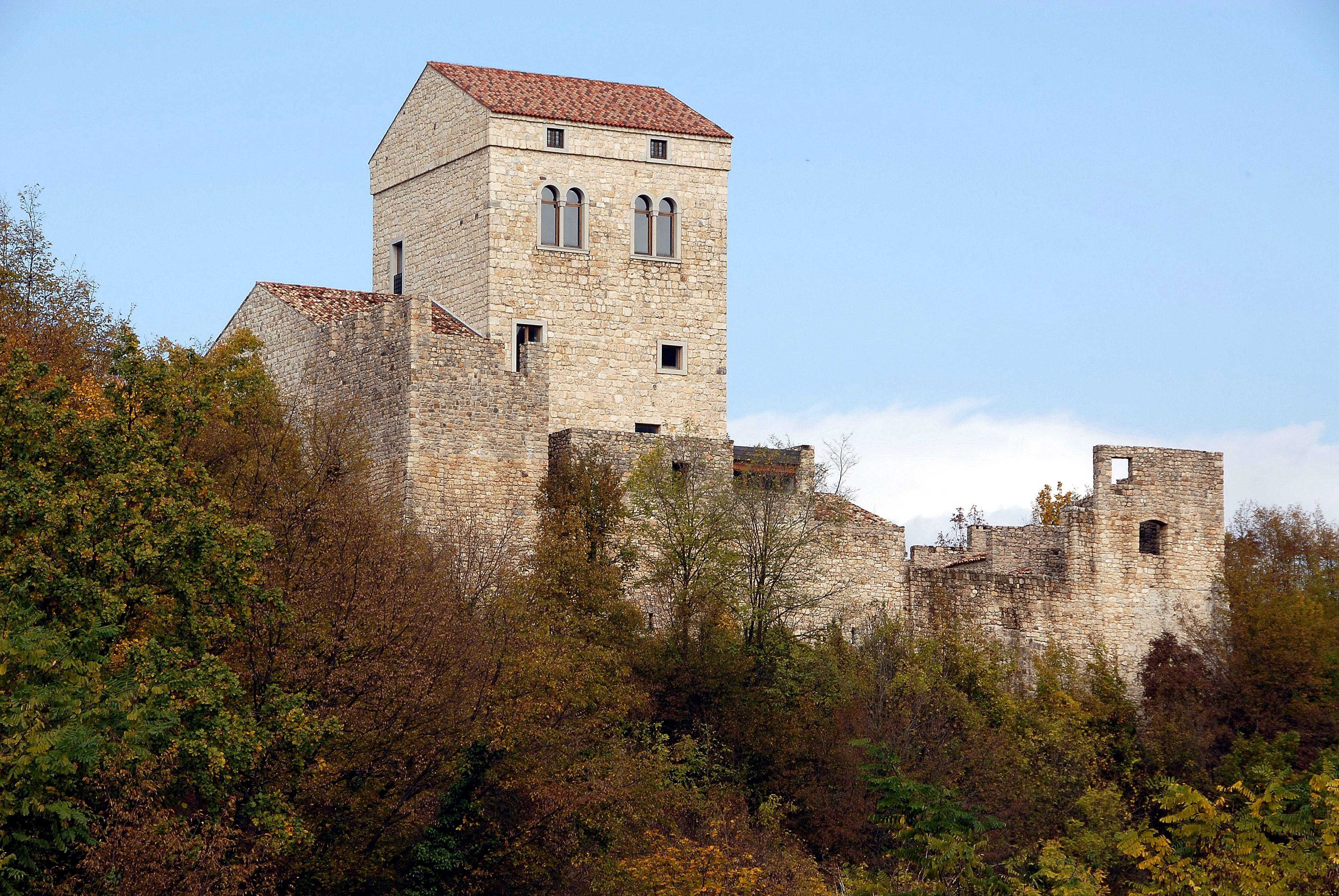
Castello di Ragogna

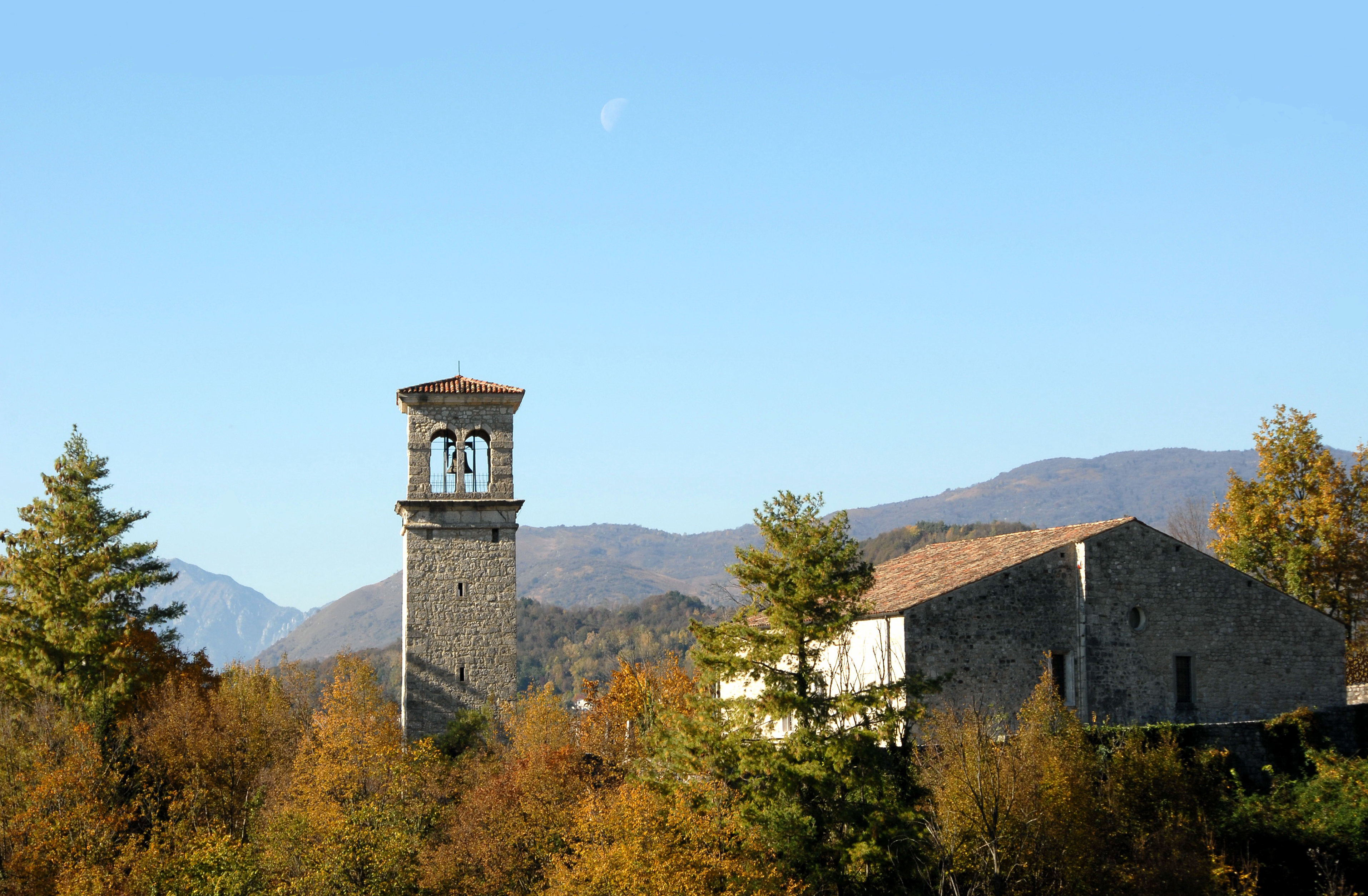
Kirche San Pietro in der Burg

Der befestigte Komplex des Castello Superiore von Ragogna besteht aus:
- einer ersten Wehrmauer, die die höhere Ebene umschließt, der Ort, an dem das älteste Anwesen gefunden wurde, Sitz des alten Castrum und Ort, an dem die Mauerreste der beiden Türme und des Eingangs auf der Westseite zum Fluss hin ans Licht gebracht wurden;
- dem Castello Superiore, bestehend aus dem Bergfried (altes Palacium) sowie dem Innenhof, auf den die Lager, Keller und die alten Küchen an der Nordmauer hinausgehen;
- der alten Kirche San Pietro mit Glockenturm und Friedhof, der sich über zwei Ebenen erstreckt.

Der Eingang zum Gelände ist von der Straße aus, vorbei an dem Kirchengebäude und durch das Südtor zum Innenhof.

## Heutige Nutzung
Das Castello di Ragogna stellt nicht nur ein bedeutendes historisch-architektonisches Zeugnis mit angeschlossenem Museumsrundgang dar, sondern sticht auch als eleganter und eindrucksvoller Rahmen für kulturelle, touristische oder Unterhaltungsveranstaltungen hervor. Von Juni bis Oktober organisiert die Gemeindeverwaltung in Zusammenarbeit mit den Vereinen der Gegend viele Initiativen, wie Ausstellungen, Konzerte, Buchpräsentationen, Theater- und Musikspektakel oder Wein- und Speisenverkostungen. In den ersten Geschossen des Bergfrieds werden regelmäßig Ausstellungen von Gemälden, Skulpturen, Dekorationskunst und Fotografien ausgerichtet. Ebenfalls im Bergfried gibt es eine permanente Ausstellung über den Fluss Tagliamento, die dank eines Projektes der Gemeinde Ragogna im Zusammenarbeit mit den Gemeinden San Daniele del Friuli, Dignano, Spilimbergo, Pinzano al Tagliamento und Forgaria nel Friuli eingerichtet wurde und zu der auch die Region Friaul-Julisch Venetien beigetragen hat.
Im Dachgeschoss des Turms ist dank eines Projektes des Istituto Scolastico di San Daniele del Friuli, ProLoco Ragogna und der Gemeinde Ragogna eine Webcam eingebaut, die in Echtzeit Bilder des Flusses Tagliamento übermittelt. Darüber hinaus erhebt eine Wetterstation Daten, die ebenfalls in Echtzeit übermittelt werden. Das Castello di Ragogna ist mithilfe eines von der Region zugelassenen Touristenführers bei Veranstaltungen der „Castelli Aperti“ des Consorzio per la Salvaguardia dei Castelli Storici del Friuli Venezia Giulia zu besuchen. Die Veranstaltung, an der das Castello di Ragogna als einzige Burg in öffentlicher Hand teilnimmt, findet in den ersten Wochen im April und Oktober statt und wird durch eine Demonstration unterstützt, die von ProLoco Ragogna in Zusammenarbeit mit anderen Vereinen organisiert wird. Im Laufe des Frühjahrs, Sommers und Herbstes ist die Burg dank der Unterstützung durch die Organisation Ragogna Aiuta Ragogna an Samstagen und Sonntagen zugänglich und ein kostenloser Autoguide ist auf dem Gelände von ProLoco Ragogna zu bekommen.